# Kirk O'Bee
Kirk O'Bee (Ada, 9 april 1977) is een Amerikaans wielrenner.
In 2001 werd hij voor een jaar geschorst wegens het gebruik van doping. Het ging om het verboden middel testosteron. Ook kreeg hij in 2009 ontslag wegens contractbreuk, hetgeen betekent dat hij doping gebruikt heeft. In oktober 2010 werd hij levenslang geschorst wegens een tweede dopingovertreding.

## Belangrijkste overwinningen
1999
- Hasselt - Spa - Hasselt

2001
- Amerikaans kampioen criterium

2002
- GP van Rennes
- GP Pino Cerami

2006
- 5e etappe Ronde van Taiwan
- Eindklassement Ronde van Taiwan

2008
- Tour de Gastown
- Giro di Burnaby
- Amerikaans kampioen criterium